# چرچ اند دوایت
چرچ اند دوایت (انگلیسی: Church & Dwight) شرکت تجهیزات پزشکی آمریکایی است، که در سال ۱۸۴۷ تأسیس شد.